# Marinus Eliza Kuiler
Marinus Eliza Kuiler (Middelburg, 23 december 1859 - Utrecht, 20 maart 1937) was een Nederlandse architect.
Tot het oeuvre van Kuiler behoren onder meer ontwerpen voor fabrieken, woon-winkelpanden en bioscopen in de stad Utrecht. Een aantal van zijn ontwerpen is gewaardeerd als monument. Kuiler was getrouwd met Geertje Zanting met wie hij meerdere kinderen kreeg. Jan Kuiler, eveneens architect, was een van hen. Een andere zoon, Kees Kuiler, was onder andere binnenhuisarchitect.

## Bekende werken

### Utrecht

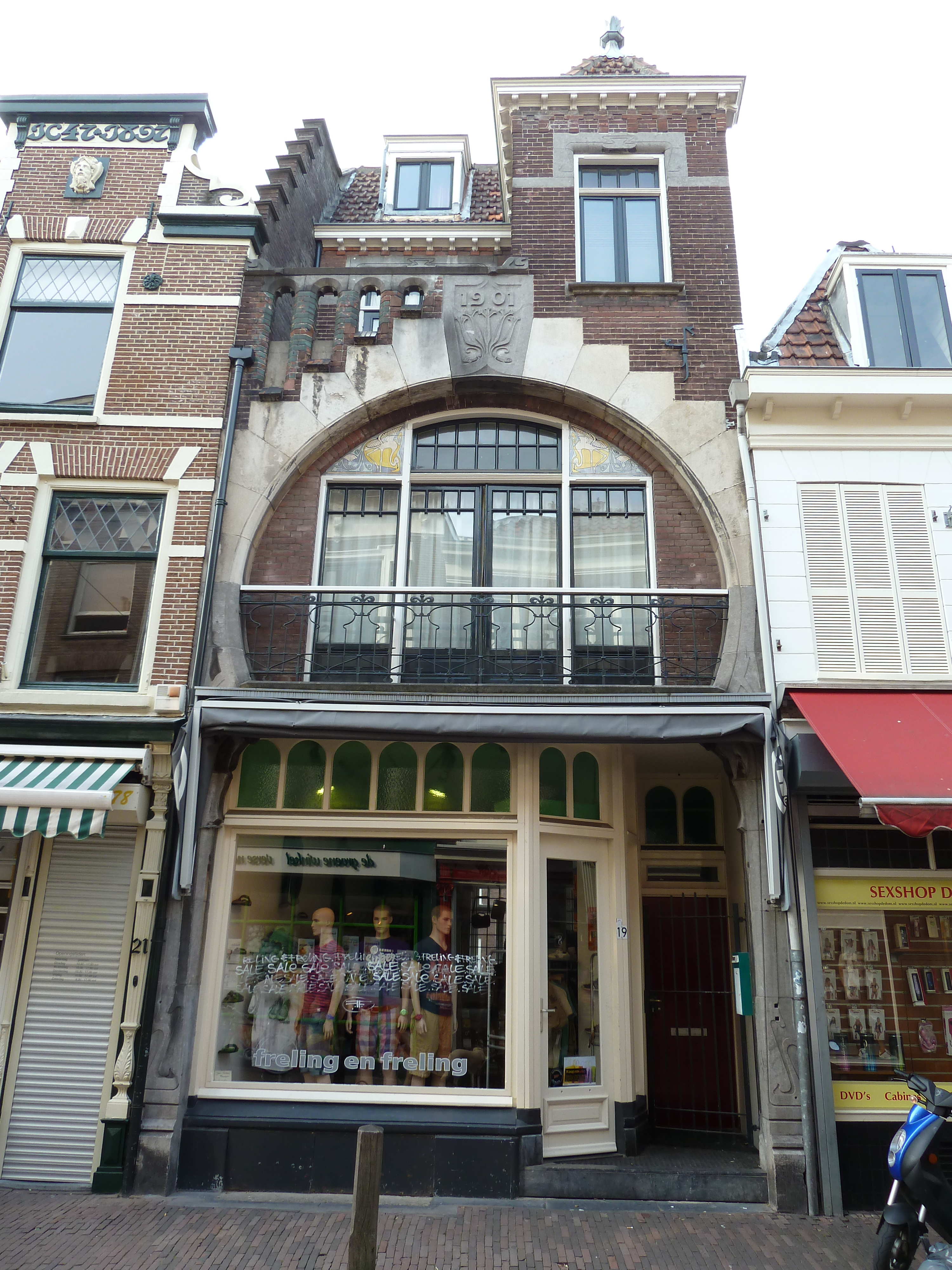
Zadelstraat 19/19bis

- Woon-winkelpanden aan het Janskerkhof 25/Lange Jansstraat 26-28, circa 1896, gemeentelijk monument
- Woon-winkelpand aan de Zadelstraat 38, circa 1897, gemeentelijk monument
- Woonhuis aan de Maliesingel 29, circa 1900, gemeentelijk monument
- Woonhuis aan de Maliesingel 46, circa 1900, gemeentelijk monument
- Woon-winkelpand aan de Zadelstraat 19, circa 1901, rijksmonument
- Sigarenfabriek annex woon-winkelpand aan de Abel Tasmanstraat 88-90, circa 1903, gemeentelijk monument
- Woon-winkelpand aan de Steenweg 4, circa 1904
- Korte Jansstraat 23-25, 1904, woon-winkelpand (bloemisterij), gemeentelijk monument
- Slagerij annex woonhuis aan de Nachtegaalstraat 80, circa 1905, gemeentelijk monument
- Uitbreiding N.V. Koninklijke Tabak- en Sigarenfabriek voorheen G. Ribbius Peletier Jr., circa 1908
- Hooghiemstra, circa 1912, gemeentelijk monument
- Woon-winkelpand aan de Voetiusstraat 3, 1912
- Bioscoop Palace (New-York Bioscoop), circa 1913
- Café Ten Bosch/bioscoop Thalia aan de Steenweg 37, circa 1914, gemeentelijk monument
- Korte Jansstraat 17-19, 1905, gemeentelijk monument

### Overig
- Openbare lagere school aan de Prins Hendriklaan 27 te Vreeswijk, circa 1913, gemeentelijk monument
- Prins Hendrik Internaat te Vreeswijk, circa 1914, rijksmonument